# László Szentgróthy
László Szentgróthy, nato con il nome di Lajos Sötét, noto anche come László Schwarz (Esztergom, 11 ottobre 1891 – ...), è stato un nuotatore e dirigente sportivo ungherese, specializzato nello stile dorso.

## Biografia
Nacque con il nome di Lajos Sötét e decise di assumere il nuovo nome di László Szentgróthy per l'attività sportiva.
La sua squadre di club fu il Műegyetemi Atlétikai és Football Club (MAFC) di Budapest.
Nel 1911 ottenne in secondo posto ai campionati ungehresi nei 100 yard stile libero.
Rappresentò l'Ungheria ai Giochi olimpici estivi di Stoccolma 1912, dove fu eliminato in batteria nei  100 m stile libero e nei 100 m dorso.
Si laureò campione ungherese nel 1913 nei 100 yard stile libero.
Fu dirigente del MAFC. 
Partecipò ai combattimenti della prima guerra mondiale e fu schierato sul fronte settentrionale. Dopo la guerra, si trasferì in Romania e lavorò come ingegnere chimico a Târgu-Mureş e Bucarest. Si vociferò di una sua partecipazione alle Olimpiadi di Anversa 1920 per la Romania, ma lui smentì. Non ci sono prove al riguardo.
Nel 1924 tornò a Budapest.
Non si hanno notizie della sua morte.